# أوليفر فارار إيمرسون
أوليفر فارار إيمرسون (بالإنجليزية: Oliver Farrar Emerson)‏ هو مؤرخ أمريكي، ولد في 24 مايو 1860 في آيوا في الولايات المتحدة، وتوفي في 13 مارس 1927 في فلوريدا في الولايات المتحدة.